# Eastman Chemical Company
Eastman Chemical Company é uma empresa norte-americana que se dedica à fabricação e venda global de produtos químicos, fibras e plásticos. Fundada em 1920 e com sede em Kingsport, Tennessee, atualmente a empresa tem mais de 40 fábricas em todo o mundo e emprega aproximadamente 15 000 pessoas.
Foi desmembrada de sua empresa-mãe Eastman Kodak em 1994; em julho de 2012, Eastman adquiriu Solutia por 3,4 bilhões de dólares. Em 2012, a empresa teve receitas pro forma de aproximadamente 9,1 bilhões dólares.